# チャリトン郡 (ミズーリ州)
チャリトン郡（英: Chariton County）は、アメリカ合衆国ミズーリ州の北部、ミズーリ川の北岸に位置する郡である。2010年国勢調査での人口は7,831人であり、2000年の8,438人から7.2％減少した。郡庁所在地はキーテスビル市（人口471人）であり、同郡で人口最大の都市はサリスベリー市（人口1,618人）である。チャリトン郡は1820年11月16日にハワード郡から分離して組織化され、郡名はミズーリ川の支流チャリトン川に因んで名付けられた。

## 歴史
チャリトン郡は主にケンタッキー州やテネシー州などアップランドサウスと呼ばれる地域から移住してきた開拓者が入った。彼等は奴隷と共にその制度をこの地域に持ち込み、直ぐにテネシー州中部やケンタッキー州で栽培していた麻やタバコの栽培を始めた。ミズーリ川の南北両岸に南部人が多く入った開拓地の一つであり、文化や伝統も持ち込んだのでリトル・ディキシーと呼ばれるようになり、チャリトン郡はその中心だった。南北戦争の時は強く南軍を支持した。

## 地理
アメリカ合衆国国勢調査局に拠れば、郡域全面積は768.25平方マイル (1,989.8 km2)であり、このうち陸地755.87平方マイル (1,957.7 km2)、水域は12.38平方マイル (32.1 km2)で水域率は1.61％である。

### 主要高規格道路
- アメリカ国道24号線
- ミズーリ州道5号線
- ミズーリ州道11号線
- ミズーリ州道129号線
- ミズーリ州道139号線

### 隣接する郡
- リン郡 - 北
- メイコン郡 - 北東
- ランドルフ郡 - 東
- ハワード郡 - 南東
- セイリーン郡 - 南西
- キャロル郡 - 西
- リビングストン郡 - 北西

### 国立保護地域
- スワン湖国立野生生物保護区

## 人口動態
以下は2000年の国勢調査による人口統計データである。
| 基礎データ - 人口: 8,438人 - 世帯数: 3,469 世帯 - 家族数: 2,345 家族 - 人口密度: 4人/km2（11人/mi2） - 住居数: 4,250軒 - 住居密度: 2軒/km2（6軒/mi2） 人種別人口構成 - 白人: 95.99% - アフリカン・アメリカン: 3.19% - ネイティブ・アメリカン: 0.17% - アジア人: 0.13% - その他の人種: 0.11% - 混血: 0.41% - ヒスパニック・ラテン系: 0.56% 先祖による構成 - ドイツ系：38.8％ - アメリカ人：25.5％ - イギリス系：9.7％ - アイルランド系：7.8％ 年齢別人口構成 - 18歳未満: 23.7% - 18-24歳: 6.5% - 25-44歳: 23.7% - 45-64歳: 23.8% - 65歳以上: 22.3% - 年齢の中央値: 42歳 - 性比（女性100人あたり男性の人口） - 総人口: 91.9 - 18歳以上: 91.3 | 世帯と家族（対世帯数） - 18歳未満の子供がいる: 28.4% - 結婚・同居している夫婦: 58.3% - 未婚・離婚・死別女性が世帯主: 6.5% - 非家族世帯: 32.4% - 単身世帯: 29.8% - 65歳以上の老人1人暮らし: 17.3% - 平均構成人数 - 世帯: 2.38人 - 家族: 2.94人 収入と家計 - 収入の中央値 - 世帯: 32,285米ドル - 家族: 39,176米ドル - 性別 - 男性: 25,263米ドル - 女性: 19,068米ドル - 人口1人あたり収入: 15,515米ドル - 貧困線以下 - 対人口: 11.6% - 対家族数: 8.8% - 18歳未満: 11.4% - 65歳以上: 14.0% |

## 都市と町
| - ブランズウィック - バイナムビル - ダルトン | - フォレストグリーン - キーテスビル - 郡庁所在地 - マーセリン | - メンドン - プレーリーヒル - ロスビル | - サリスベリー - スナイダー - サムナー | - トリプレット |  |

## 著名な出身者
- ウォルト・ディズニー -- 映画制作者、事業家、マーセリン出身
- J・ウィリアム・フルブライ -- アメリカ合衆国上院議員を長く務めた、フルブライト奨学金に名前を残す、サムナー出身
- カル・ハバード -- アメリカンフットボール選手、メジャーリーグベースボールの審判も務めた、キーテスビル出身
- ウェイン・E・マイヤー -- アメリカ海軍の提督、イージス戦闘システムの父、ブランズウィック出身
- スターリング・プライス -- 第11代ミズーリ州知事、南北戦争では南軍の将軍、キーテスビル出身
- マクスウェル・D・テイラー - アメリカ陸軍の将軍、外交官、キーテスビル出身

## 政治

### 地方
チャリトン郡の地方レベルでは民主党が完全に政治を支配しており、郡の選挙で選ばれる役職を独占している。

### 国政

#### 2008年大統領予備選挙
2008年の大統領予備選挙で、チャリトン郡は二大政党の候補者をどちらも州全体と全国で二位に終わった者を選んだ。民主党の予備選挙ではヒラリー・クリントンが1位となり、さらに共和党予備選挙で各候補に投じられた票数よりも多かった。